# 无锡市湖滨中学
31°26′08″N 120°15′43″E / 31.43568°N 120.26187°E

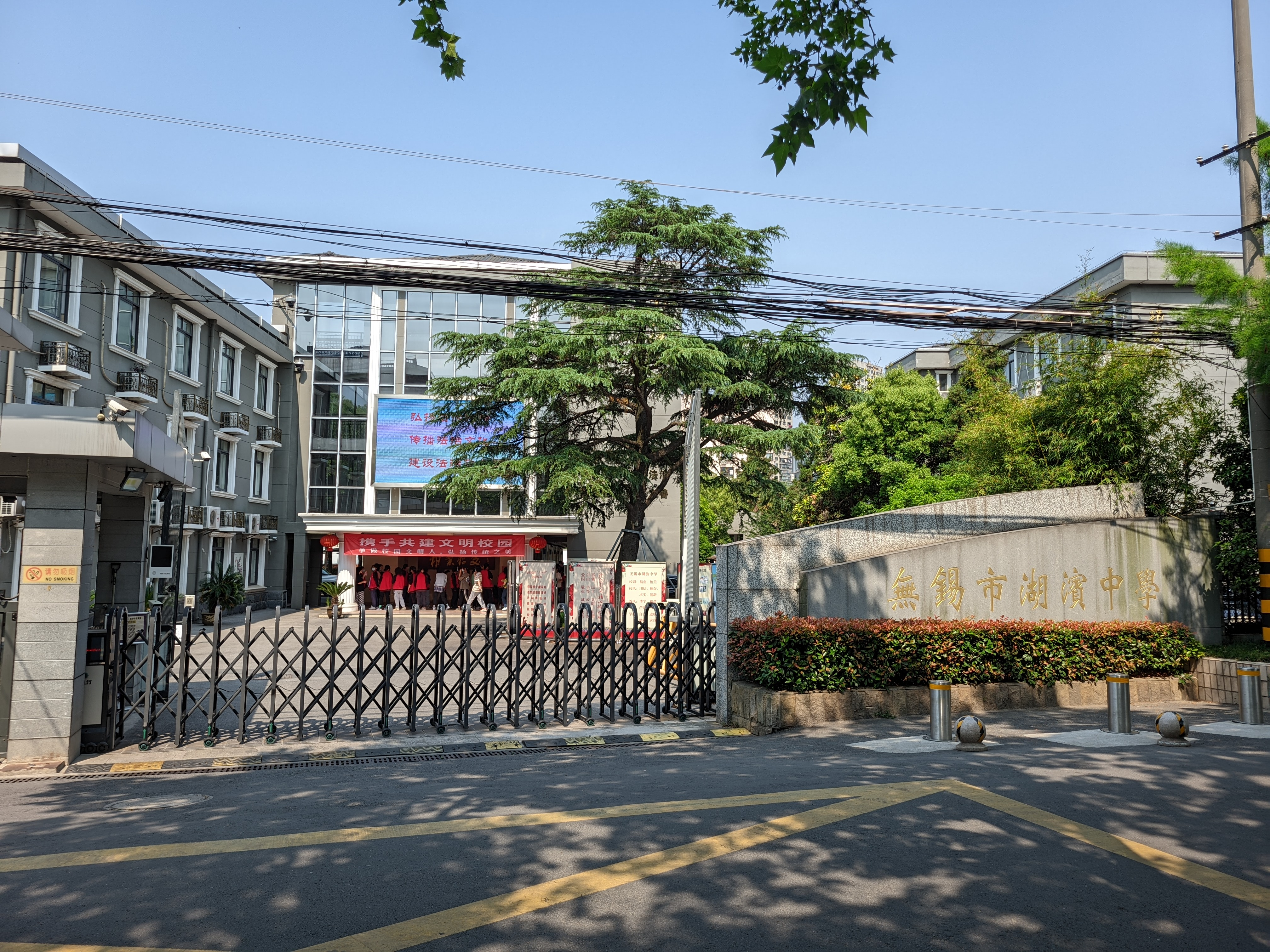
建业路校区

无锡市湖滨中学高中部是一所位于江苏省无锡市的美术高中，直属于校管中心。
湖滨中学曾经连续多年获得无锡市教育主管部门颁发的“办学绩效突出奖”和“年度办学成果一等奖”。2015年，湖滨中学高考的文化和专业的二本录取率已超70%。